# Yasugi

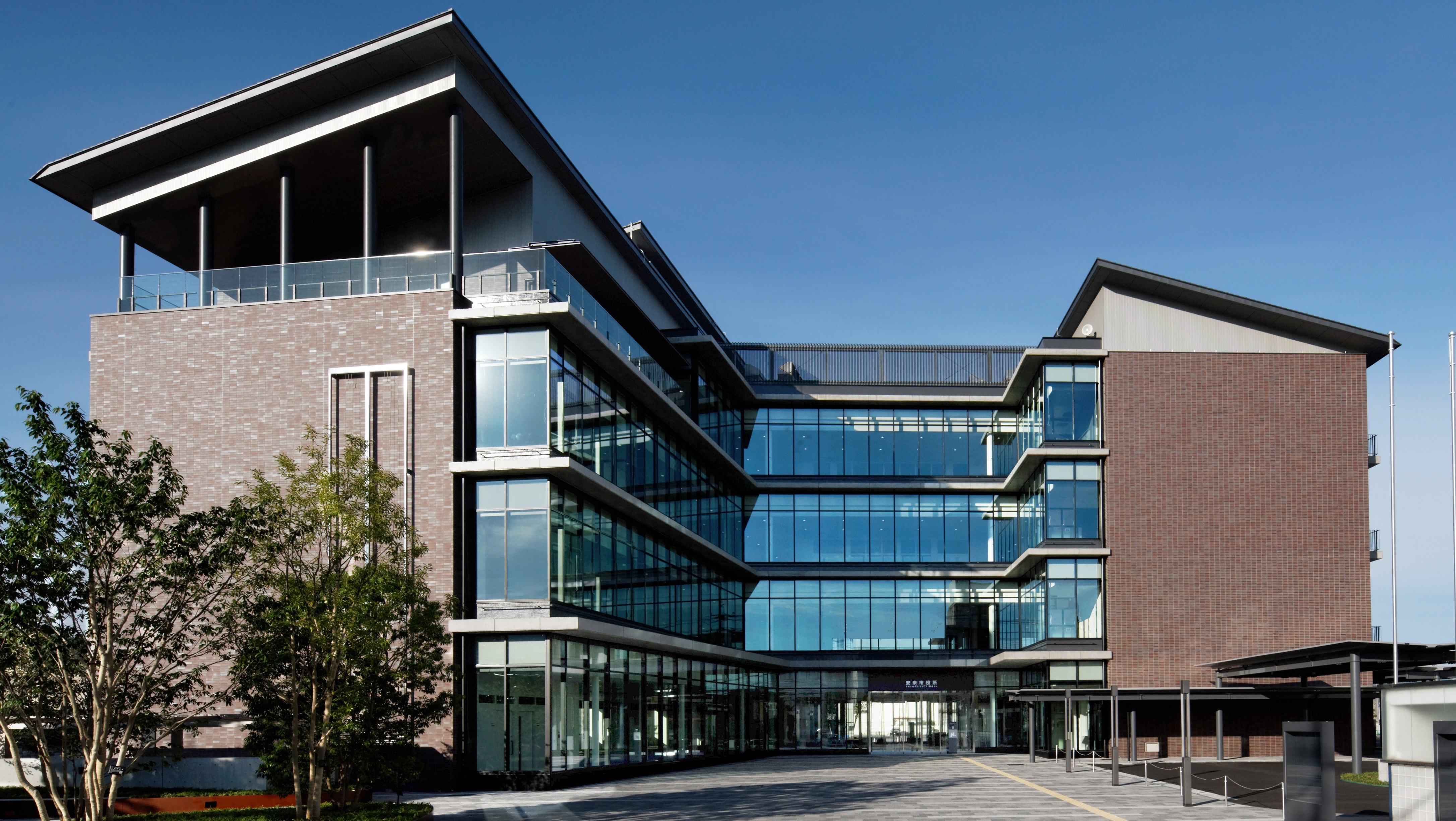
Ajuntament de Yasugi

Nakaumi

Yasugi (安来市, Yasugi-shi) és una ciutat i municipi de la prefectura de Shimane, a la regió de Chūgoku, Japó.
La ciutat és coneguda per ser on, segons la història, es troba l'accés a l'infern i on hi ha la tomba de la mare mitològica dels japonesos, la Deessa Izanami i també per ser el lloc d'origen del Déu Susanoo.

## Geografia
El municipi de Yasugi es troba localitzat a la part més oriental de la prefectura de Shimane. La ciutat fa costa amb el Nakaumi 0 "mar d'enmig", un dels llacs d'aigua salada més grans del Japó i el més gran de la prefectura. El terme municipal de Yasugi limita amb els de Matsue al nord; amb la prefectura de Tottori a l'est i al sud i amb els municipis d'Oku-Izumo i Unnan a l'oest.

## Història
El territori que en l'actualitat ocupa el municipi de Yasugi va formar part des de l'antiguitat fins a la restauració Meiji de l'antiga província d'Izumo. L'1 d'abril de 1889 es crea la vila de Yasugi dins del districte de Nogi, avui desaparegut. L'actual ciutat de Yasugi es creà l'1 d'octubre de 2004 fuit de l'absorció de les viles de Hirose i Hakuta.

## Administració

### Alcaldes
- Shūichi Ōi (1954-1962)
- Kan-Ichirō Sugihara (1962-1969)
- Shizuo Iizuka (1969-1989)
- Setsuo Katō (1989-1997)
- Jirō Shimada (1997-2008)
- Hiroki Kondō (2008-2020)
- Takeo Tanaka (2020-Present)

## Demografia
| 1920   | 1930   | 1940   | 1950   | 1960   | 1970   | 1980   |
| ------ | ------ | ------ | ------ | ------ | ------ | ------ |
| 42.552 | 43.252 | 46.239 | 54.689 | 52.943 | 48.382 | 49.321 |
| 1990   | 2000   | 2010   | 2020   | 2030   | 2040   | 2050   |
| 48.492 | 45.255 | 41.604 | 36.713 | -      | -      | -      |

## Transport

### Ferrocarril
- Companyia de Ferrocarrils del Japó Oriental (JR West)
  - Yasugi - Arashima

### Carretera
- Autopista de San'in
- Nacional 9 - Nacional 432

## Agermanaments
- Miryang, Gyeongsang del Sud, Corea del Sud.